# Eryngium pilularioides
Eryngium pilularioides är en flockblommig växtart som beskrevs av William Botting Hemsley och Joseph Nelson Rose. Eryngium pilularioides ingår i släktet martornar, och familjen flockblommiga växter. Inga underarter finns listade i Catalogue of Life.